# Halosis
Halosis (altgriechisch ἅλωσις) bezeichnet die Eroberung einer Stadt.
Speziell bezeichnet der Begriff die Eroberung Trojas, die Iliou halōsis (Ἰλίου ἅλωσις).
Der griechische Epiker Triphiodoros verfasste im 5. Jahrhundert ein Gedicht mit diesem Titel in 691 Hexametern.
Als  im Jahr 1453 Konstantinopel durch den Sultan Mehmet II. erobert wurde, ein Ereignis, das bei den griechischen Flüchtlingen und im gesamten christlichen Abendland durch seine Tragik den Vergleich mit dem Untergang Trojas aufdrängte, bezog man den Begriff auf den Fall Konstantinopels und sprach von der Halosis Konstantinoupoleos oder einfach von der Halosis.
Angeblich wurde auch auf türkischer Seite die Parallele Troja-Konstantinopel gezogen, Kritobulos von Imbros berichtet nämlich, Mehmet habe auf dem Weg nach Konstantinopel in Ilion eine Rede gehalten und gesagt, er sei von Gott zum Rächer Trojas bestimmt worden und habe nun ihre alten Feinde besiegt. „Griechen waren es nämlich, Makedonier, Thessalier und Peloponnesier, die diese Stadt einst zerstört haben, deren Nachkommen nach so vielen Jahren jetzt von mir bestraft wurden, wegen ihrer Hybris (ihrem frevelhaften Hochmut), die sie damals und auch oftmals später uns Asiaten gegenüber gezeigt haben.“.